# Chiroteuthis veranyi
Chiroteuthis veranyi är en bläckfiskart som först beskrevs av Férussac 1834.  Chiroteuthis veranyi ingår i släktet Chiroteuthis och familjen Chiroteuthidae.

## Underarter
Arten delas in i följande underarter:
- C. v. veranyi
- C. v. lacertosa

## Bildgalleri

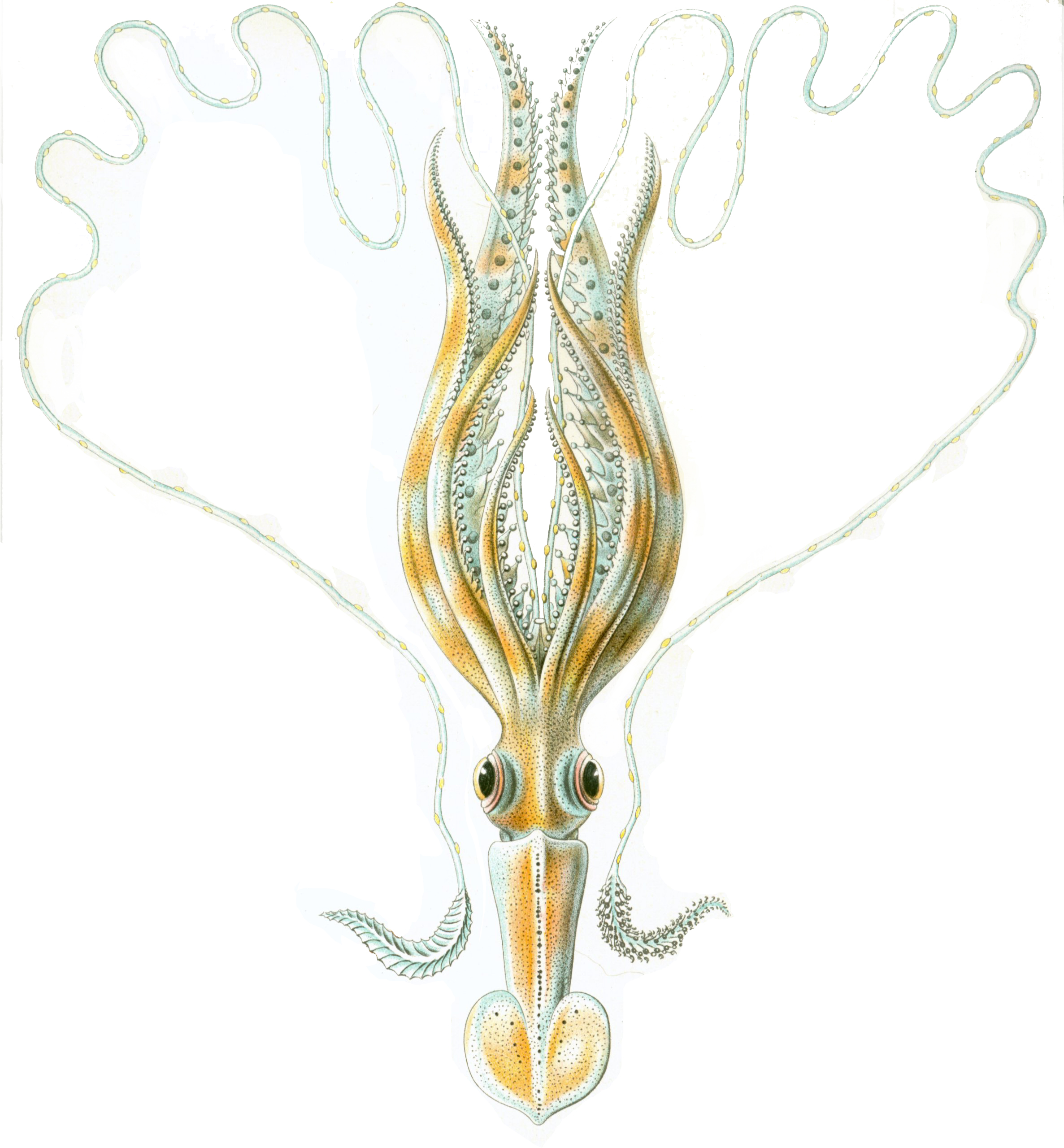
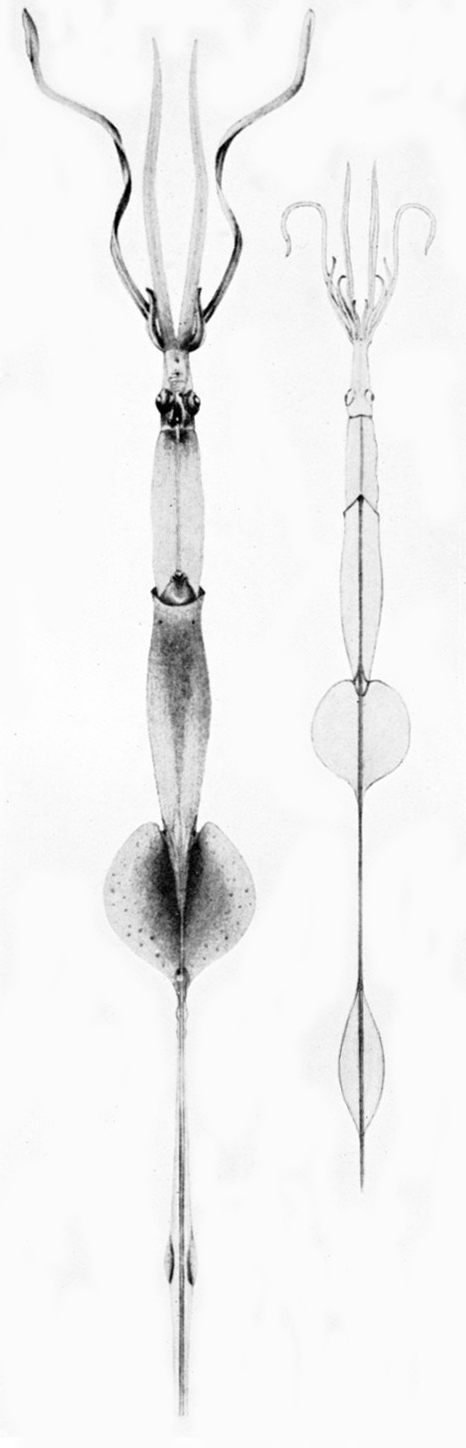
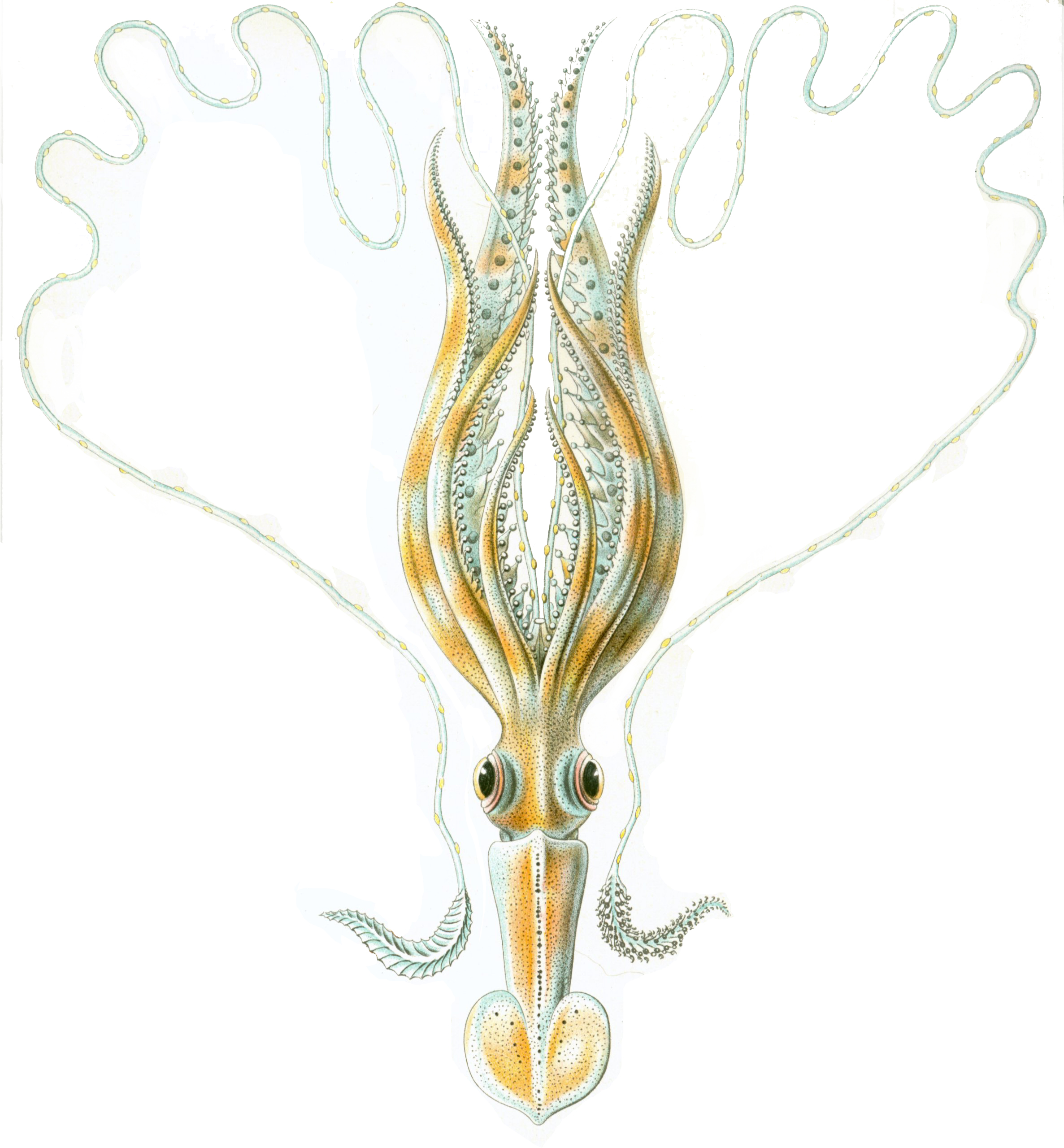